# Johann Caspar Harkort V.
Johann Caspar Harkort (V.) (* 19. Juni 1785 Harkorten (heute Westerbauer) bei Hagen in Westfalen; † 16. August 1877 Haus Harkorten ebenda) war ein deutscher Unternehmer. 

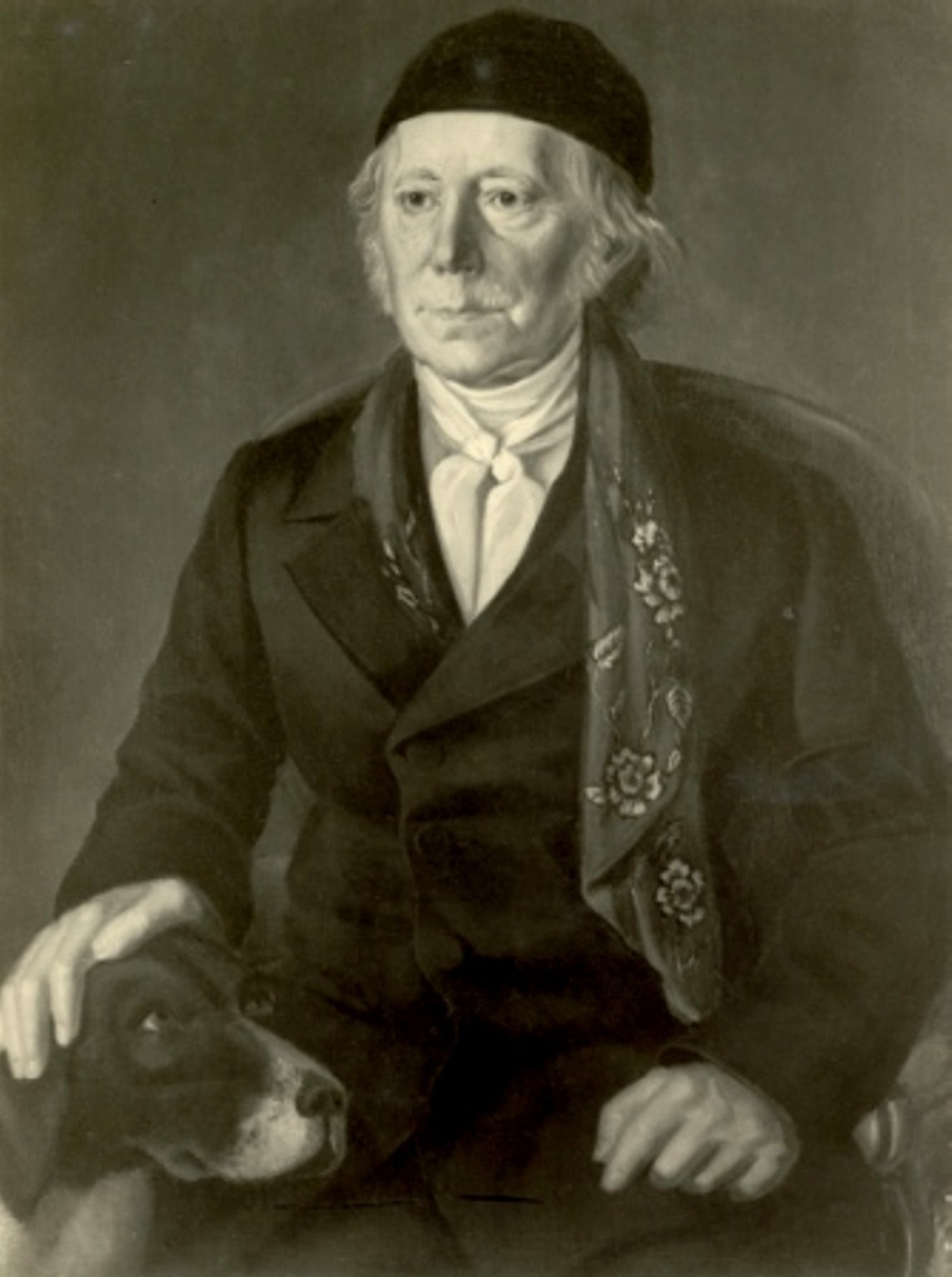
Johann Caspar Harkort V. zu Harkorten, Kgl. Preuss. Kommerzienrath

## Familie
Er war der Sohn des gleichnamigen Vaters Johann Caspar (IV.) und der Mutter Henriette Catharina Harkort geb. Elbers. Er war unter anderem ein Bruder von Friedrich, Eduard und Gustav Harkort. Er selbst heiratete Johanna Friederike Ihne. Aus der Ehe ging unter anderem der älteste Sohn Johann Caspar (VI.) hervor.

## Leben
Als ältester Sohn übernahm er nach dem Tod des Vaters 1818 das Stammhaus der Familie und wandelte das Handelshaus weiter zu einem industriell ausgerichteten Unternehmen um. Das Handelshaus vertrieb vornehmlich die Produkte der märkischen Eisenwarenindustrie. Harkort verstärkte die Herstellung von in Schmiede- und Hammerwerken, Gießereien und Hüttenwerken hergestellten Produkten. Die Harkort’sche Fabrik hat er zu einem Betrieb zur Herstellung von Zubehör für die Eisenbahnen und seit 1840 auch zum Bau von Eisenbrücken umgewandelt. Harkort war 1849 an einem Konsortium zur Gründung der Hasper Hütte beteiligt. 
Als Anerkennung für seine Leistungen wurde er 1847 zum Kommerzienrat ernannt. Aus Bescheidenheit hat er diesen Titel nie geführt. Seit 1845 war er stellvertretendes Mitglied im westfälischen Provinziallandtag. Johann Caspar Harkort V. war an der Gründung der Handelskammer Hagen 1844 maßgeblich beteiligt und wurde deren erster Präsident. Zeitweise war er auch Ortsvorsteher der Gemeinde Westerbauer. Bereits im Jahr 1857 überließ er seinem ältesten Sohn die Leitung des Familienunternehmens.

## Rolle in der Revolution von 1848/49
Während der Revolution von 1848/49 war er Vorsitzender des Constitutionellen Vereins im Amt Enneperstraße mit Sitz in Haspe. Bereits im April 1848 wandte er sich öffentlich gegen eine geplante demokratische Zeitung. Auch begann er eine publizistisch ausgetragenen Debatte mit Carl Post über die Wege und Ziele einer Umgestaltung Deutschlands. Dabei vertrat Post demokratische Positionen. Harkort plädierte zwar auch für liberale Ziele wie Parlamente statt Ständeversammlungen, Meinungsfreiheit, eine unabhängige Justiz und ein Ende der Adelsprivilegien. Aber das waren für ihn sekundäre Ziele. Wichtiger waren die Stabilität der Verhältnisse und Sicherheit für die eigene bürgerliche und wirtschaftliche Existenz. Ein beträchtlicher Teil der märkischen Wirtschaftsbürger stand eher auf Seiten der Brüder Harkorts als auf denen der Befürworter starker Umgestaltungen. Vor diesem Hintergrund plädierte Harkort dafür Listen von potentiell gefährlichen Leuten aufzustellen und deren individuelle Freiheit durch nächtliche Ausgehverbote einzuschränken. Wie sein Bruder Friedrich plädierte er für eine allmähliche Verbesserung der sozialen Lage der Arbeiter durch Bildung.
Im Zusammenhang mit der Reichsverfassungskampagne, die sich im benachbarten Iserlohn zum offenen Aufstand entwickelte, reiste Johann Caspar Harkort V. als Teil einer Delegation für das Amt Hagen nach Berlin, um dem König die Wünsche der Einwohner der Grafschaft Mark vorzutragen. Gegenüber dem Kronprinzen versicherte er, dass nicht alle Markaner die „ärgsten Demokraten“ seien.